# Sergijev Posad
Sergijev Posad (ruski:Сергиев Посад), je ruski grad u Sergijevo-Posadskom okrugu Moskovske oblasti. Zemljopisne koordinate su mu 56° 18' sjeverne zemljopisne širine i 38° 8'istočne zemljopisne dužine .
Broj stanovnika: 
- 114.100 (procjena 2005.)
- 113.581 (2002. popis)
- 94.000 (1971.)
- 45.000 (1939.)
- 25.000 (1897.)

## Ime i nastanak
Do 1919. grad je nosio ime Sergijevski Posad (Сергиевский Посад) i Sergijev Posad (Сергиев Посад), od 1919.—1930. se zvao Sergijev (Сергиев), od 1930.—1992. Zagorsk (Загорск), a od 1992. opet Sergijev Posad.
Grad je izrastao oko najvećeg od svih ruskih samostana, Trojce-Sergijeve Lavre ili "Trojstva". Grad se spojio s njime 1742. Budući da je njegovo ime imalo snažne vjerske predznake, sovjetske vlasti su mu promijenile ime u Zagorsk 1930. godine. Izvorno ime, u značenju "Sergejevo naselje", s aluzijom na Svetog Sergeja Radonežskog, se vratilo u uporabu 1991.
Turizam u svezi sa Zlatnim prstenom igra važnu ulogu u regionalnom gospodarstvu.

## Gradovi prijatelji
- Gniezno, Poljska

## Vanjske poveznice
|  | Zajednički poslužitelj ima još gradiva o temi Sergijev Posad |

- Sergijev Posad na Google Maps
- http://www.sergievposad.ru
- http://www.mpda.ru/ru/
- http://towns.sportmax.ru/serg_history.shtml  Arhivirana inačica izvorne stranice od 15. studenoga 2005. (Wayback Machine)